# Допоміжна поліція Поліцейського департаменту Нью-Йорка
Допоміжна поліція Поліцейського департаменту Нью-Йорка - добровільна резервна поліція яка є частиною Бюро з патрулювання Департаменту поліції Нью-Йорка. Допоміжні поліцейські допомагають офіцерам Департаменту поліції Нью-Йорка слідкувати за дотриманням правил дорожнього руху, контролювати натовп та допомагають в інших ситуаціях. Це є найбільша допоміжна поліція в США.

## Історія
Допоміжна поліція починаючи з 1916 року почала з'являтися на період війн, коли після призову більшої частини офіцерів поліцейського департаменту місто залишалося майже без поліції. В 1916 році під час Першої світової війни комісар Поліцейського департаменту Нью-Йорка Артур Вудс заснував Лігу охорони домів для допомоги поліції, оскільки більшість офіцерів були призвані до Збройних сил США. 22 000 добровольців одразу погодилися вступити в Лігу охорони домів та виконувати деякі функції поліції безкоштовно. В 1918 комісар Річард Енрайт перейменував Лігу охорони домів в Резервну поліцію Нью-Йорка та наказав провести посилені тренування в ній. Наступного разу Резервну поліцію відновили в 1942 році під час Другої світової війниі туди вступило приблизно 4500 осіб.
В 1950 році Конгрес США затвердив Закон #920 "Акт про громадський захист 1950" за який створили Федеральну програму громадського захисту. В 1951 році Легіслатура штату Нью-Йорк доручила місту Нью-Йорк найняти, тренувати та спорядити добровольців Громадського захисту які б допомагали офіцерам поліції під час надзвичайних ситуацій. В 1967 році Штаб громадського захисту був закритий, а всі обов'язки громадського захисту перекладені на Департамент поліції Нью-Йорка, який перейменував службу на Допоміжну поліцію.

## Звання
| Назва                           | Знак | Колір форми |
| ------------------------------- | ---- | ----------- |
| Допоміжний заступник шефа       |      | біла        |
| Допоміжний інспектор            |      | біла        |
| Допоміжний заступник інспектора |      | біла        |
| Допоміжний капітан              |      | біла        |
| Допоміжний лейтенант            |      | біла        |
| Допоміжний сержант              |      | Темно-синя  |
| Допоміжний офіцер               |      | Темно-синя  |

## Підготовка
Рекрути допоміжної поліції мають пройти 9-тижневий курс підготовки. Підготовка включає в себе вивчення законів, поліцейських наук, повноважень, самооборони за допомогою кийка, рукопашний бій, першу допомогу, техніку і процедуру затримання, розв'язання сімейних сварок, антитерористичну підготовку. Після цього рекрути складають письмові екзамени та екзамени з фізичної підготовки. Також допоміжні поліцейські повинні підтверджувати свої знання кожного року.

## Обов'язки

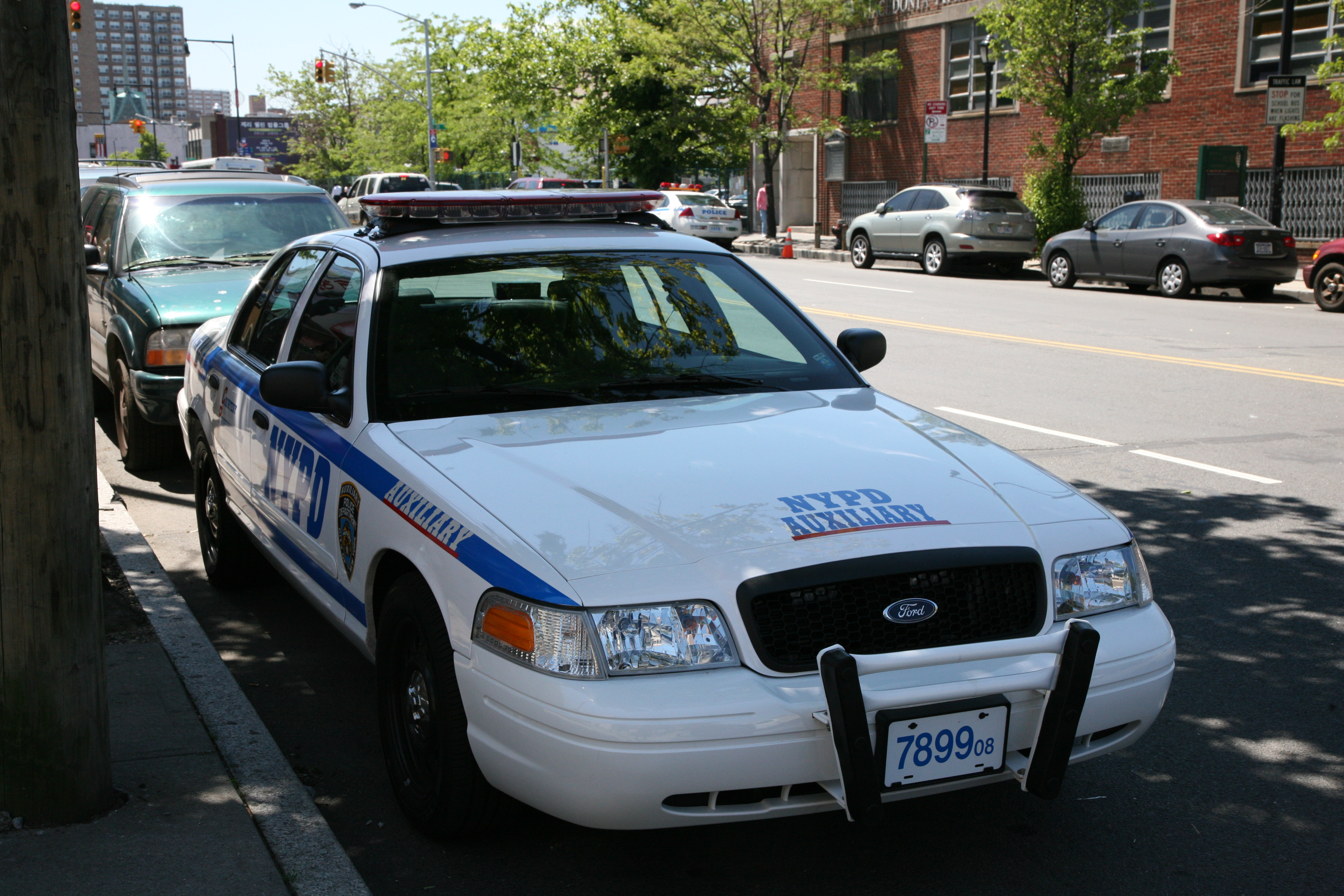
Машина Допоміжної поліції

Є чотири основних види діяльності допоміжних поліцейських:
1. Патрулювання певного сектора
2. Додаткова поліцейська присутність в парках, дитячих майданчиках, басейнах, вуличних ярмарках, ринках, торгових площах, входах та виходах з метро, на переходах біля шкіл та церков
3. Допомога в контролі руху людей та транспорту під час парадів, марафонів, концертів, на місцях де вийшли з ладу світлофори, на місцях аварій та пожеж.
4. Участь у різних програмах із зниження рівня злочинності

Допоміжні поліцейські працюють на машинах, на велосипедах чи пішки. Автомобілі такі ж як і у повноцінних поліцейських, тільки з написом "Auxiliary". Зазвичай автомобілі допоміжної поліції це колишні поліцейські автомобілі. Допоміжні поліцейські носять форму, яка не сильно відрізняється від форми повноцінних поліцейських, однак мають різні значки. Допоміжні поліцейські не мають права носити з собою зброю, навіть якщо мають дозвіл на неї.
Не дивлячись на те, що допоміжні поліцейські працюють безкоштовно, вони мають права міських працівників та їм дається грошова компенсація в разі травми.
Допоміжний поліцейський має право:
- Контролювати натовп
- Керувати дорожнім рухом
- Здійснювати арешти, якщо злочин відбувся за їхньої присутності або офіцер поліції наказав допоміжному поліцейському здійснити арешт
- Надавати медичну допомогу будь-кому, хто її потребує, якщо допоміжний поліцейський пройшов медичну підготовку
- Використовувати кийки та наручники

Допоміжному поліцейському заборонено:
- Здійснювати арешт, якщо злочин не відбувся за його присутності і офіцер поліції не наказав його здійснити. Хоча це не означає що допоміжний поліцейський не може затримати когось.
- Реагувати на дзвінки в 911

## Безпека допоміжних поліцейських
Департамент поліції Нью-Йорка забезпечує безпеку допоміжних поліцейських вимагаючи від них, щоб вони не втручалися в небезпечні ситуації. Під час підготовки їм весь час повторюють що вони "очі та вуха" департаменту та від них не вимагається зупинення злочинів в усіх випадках. Оскільки вони озброєні тільки кийками та наручниками, їм говорять що найпотужніша зброя в них - рація, по якій вони можуть викликати підмогу.
До 26 березня 2007 допоміжні поліцейські не носили бронежилети. Але після того як допоміжні поліцейські Пікаро та Маршалік були застрелені при переслідуванні вбивці. Після цього мер Майкл Блумберг та комісар Реймонд Келлі попросили Раду міста Нью-Йорк виділити 3,3 мільйони доларів на закупку бронежилетів 3-го рівня для допоміжної поліції.

## Загиблі допоміжні поліцейські
З моменту заснування Допоміжної поліції 7 допоміжних поліцейських було вбито під час виконання обов'язків:
| Ім'я                               | Дата смерті      | причина смерті        |
| ---------------------------------- | ---------------- | --------------------- |
| допоміжний сержант Девід Фрід      | 31 серпня 1975   | Напад                 |
| допоміжний сержант Ноел Фейд       | 29 січня 1989    | Збитий машиною        |
| допоміжний сержант Ларрі Коуен     | 29 січня 1989    | Збитий машиною        |
| допоміжний офіцер Армандо Розаріо  | 25 березня 1992  | Вогнепальні поранення |
| допоміжний офіцер Мілтон Кларк     | 1 грудня 1993    | Вогнепальні поранення |
| допоміжний офіцер Ніколас Пікаро   | 14 березня 2007  | Вогнепальні поранення |
| допоміжний офіцер Євгеній Маршалік | 14 березня, 2007 | Вогнепальні поранення |

## Нагороди
| Назва                          | Вигляд |
| ------------------------------ | ------ |
| Медаль пошани                  |        |
| "Американський прапор"         |        |
| "Всесвітній торговий центр"    |        |
| Медаль за доблесть             |        |
| Медаль за відзнаку             |        |
| Медаль за заслуги              |        |
| Медаль за служіння суспільству |        |
| "500 годин"                    |        |